# Сердце (альбом)
«Сердце» — студийный альбом группы «Калинов Мост», записанный в конце 2008 года и изданный в 2009 году фирмой грамзаписи Navigator Records.

## Об альбоме
Альбом посвящён памяти Ольги, покойной жены Дмитрия Ревякина, умершей в 2005 году.
В альбом вошли песни, написанные в разное время, начиная с 1991 года, ранее не издававшиеся. В композиции «Блеснёт» была использована музыкальная тема из песни «House Of The Rising Sun».

## Список композиций
Слова и музыка всех песен — написаны Дмитрием Ревякиным (кроме отмеченной).
| №   | Название                      | Длительность |
| --- | ----------------------------- | ------------ |
| 1.  | «Дикие лебеди»                | 6:02         |
| 2.  | «Ольга»                       | 5:50         |
| 3.  | «Не знал»                     | 5:19         |
| 4.  | «Помнит и ждёт»               | 5:32         |
| 5.  | «Порох слёз»                  | 5:43         |
| 6.  | «Плакать одиноко»             | 4:26         |
| 7.  | «Сердце»                      | 4:31         |
| 8.  | «Так случилось»               | 4:04         |
| 9.  | «Тенеты»                      | 4:07         |
| 10. | «Моё лето»                    | 4:51         |
| 11. | «Песня моя»                   | 4:43         |
| 12. | «Неувяды лилий»               | 4:19         |
| 13. | «Блеснёт» (музыка - народная) | 3:24         |
| 14. | «Прощай?»                     | 4:30         |

## Участники записи
- Дмитрий Ревякин — вокал, акустическая гитара
- Андрей Баслык — бас-гитара, бэк-вокал
- Виктор Чаплыгин — барабаны, перкуссия, бэк-вокал
- Константин Ковачев — гитара, мандолина, гусли, лютня